# Liberala ungdomsförbundet
Liberala ungdomsförbundet (LUF) är ett politiskt ungdomsförbund till Liberalerna (tidigare Folkpartiet). Före 1991 hette organisationen Folkpartiets ungdomsförbund (FPU).
Förbundsordförande sedan 11 augusti 2024 är Anton Holmlund och förbundssekreterare är Martin Norrby. Förbundet har, enligt uppgifter till Altinget, 3 242 medlemmar (2024).
Förbundet ger ut tidskriften Liberal Ungdom, som under olika titlar publicerats sedan 1911.

## Ideologi
LUF är ett liberalt ungdomsförbund med stark betoning på individuell frihet, mänskliga rättigheter och antiauktoritära värderingar. Ideologin kan beskrivas som bred liberalism med influenser av både socialliberalism och klassisk liberalism, förenad med ett uttalat engagemang för feminism och antirasism, med målet att varje individ ska kunna forma sitt liv fritt från förtryck från staten eller samhällsstrukturer.
| ”                                                                                          | Liberalismen erkänner varje människas lika och okränkbara värde samt rätt till liv, frihet och egendom. Frihet är rätten att bestämma över sig själv och forma sitt liv. Gränsen för denna frihet går där den ene individens agerande kränker den andres. Varje människa är en individ och sina medmänniskors jämlike med samma rätt till frihet. Mänskliga fri- och rättigheter är det fundament varpå det liberala samhället vilar. | „ |
| – LUF:s handlingsprogram Frihet för en ny generation, antaget vid förbundskongressen 2024. | |   |

## Historia

### 1880-1934
LUF har sitt ursprung i den svenska liberala ungdomsrörelsen, där en av de första var den radikala studentföreningen Verdandi som grundades i Uppsala 1882 av Karl Staaff, senare liberal statsminister. Verdandi var inte kopplat till något parti men den blev en intellektuell inspirationskälla för flera generationer svenska politiker, publicister och akademiker. Verdandis medlemmar var i allmänhet liberaler men i kretsen fanns också socialdemokrater som Hjalmar Branting. Den ägnade sig åt upplysning i form av spridandet av småskrifter.
Det första renodlade liberala politiska ungdomsförbundet var Sveriges frisinnade ungdomsförbund (SFU), grundat 1910, och kan betecknas som den tydligaste föregångaren till LUF. SFU samverkade med partiet Frisinnade landsföreningen, föregångarna till dagens Liberalerna, men upplöstes 1927 efter splittringen på grund av oenigheten i alkoholfrågan.
Under 1928 bildades både ett liberalt och ett frisinnat ungdomsförbund (begreppen används synonymt om varandra vid den här tiden), vilka båda senare gick upp i Folkpartiets ungdomsförbund vid dess grundande.

### 1934-1984
Förbundet bildades 2:a december 1934 med Bertil Ohlin, professor i nationalekonomi (och senare nobelpristagare) som dess förste ordförande. Ohlin initierade en idé- och studieutveckling i förbundet och gav ut boken Fri eller dirigerad ekonomi (1936). I den introducerade han begreppet socialliberalism, vars ideologi också blev framträdande under hans tid som partiledare för Folkpartiet.
Samtliga folkpartiledare från och med Bertil Ohlin har med tre undantag (Bengt Westerberg, som var ordförande i arbetsutskottet, Jan Björklund, som var andre vice ordförande, Nyamko Sabuni som var förbundsstyrelseledamot och Johan Pehrson, som var andre vice ordförande) tidigare varit ordförande i ungdomsförbundet.
Den första kvinnan som var förbundsordförande för FPU var Gunhild Palmqvist som valdes 1945. Hon var även den första kvinnan att väljas till ordförande för ett politiskt ungdomsförbund. Den andra som valdes var Bonnie Bernström som blev FPU-ordförande 1975.
Under 1950-talet blev FPU den första politiska organisationen som ville att Sverige skulle ge utlandsbistånd. Sven Widén och Gunnar Helen var två förbundsordförande som senare blev partiledare för Folkpartiet.
Under 1960-talet spelade FPU en framträdande roll i den politiska debatten och påverkade moderpartiet i en radikal riktning. Ordförandena Per Ahlmark och Ola Ullsten blev senare folkpartiledare och drev frågor som jämställdhet, svenskt medlemskap i EEC (senare EU) samt fri radio och tv. Under 1963 blev FPU tillsammans med den socialdemokratiska studentklubben de två första svenska politiska organisationerna som drev frågan om att införa fri abort. Redaktören för Liberal ungdom, Hans Nestius (senare ordförande för RFSU) anordnade illegala resor till Polen för svenska kvinnor som ville utföra en abort, då det var lagligt där.
Den fristående tidskriften Liberal debatt (vars redaktion vid tiden var övertagen av frihetliga socialister) uppgav att "Den vulgära antikommunismens tid är förbi i FPU och Liberala förbundet, och u-ländernas situation och möjlighet har alltmer kommit att analyseras i termer av imperialism och social revolution."
U-landsengagemanget var starkt vid denna tid. FPU arrangerade en demonstration vid riksdagsdebatten i februari 1971 där man krävde en höjning av u-hjälpen till 5 procent av bruttonationalproduktionen år 1980. Det skulle motsvara ungefär halva Sveriges dåvarande statsbudget. På senare år har kravet minskat till ett uppfyllande av enprocentsmålet för utlandsbiståndet.
FPU bekämpade också "gubbväldet" i Folkpartiet och bidrog till att introducera nya kampanjmetoder i svensk politik och fick med anledning därav benämningen "halmhattarna". Denna period i förbundets historia övergick i början av 1970-talet i inre stridigheter, som kulminerade vid ordförandevalet 1971, då ordföranden Per Gahrton med en rösts övervikt slogs ut av Lars Leijonborg.  Även vid kongressen 1974 blev det ordförandestrid, mellan sittande ordföranden Johan Schück och utmanaren Billy Olsson. Schück hade fått kritik efter att han i en radiointervju avfärdat det upprop som ett antal distriktsordförande undertecknat, som ställde sig negativt till en föreslagen sammanslagning av CUF och FPU. Schück förlorade ordförandestriden men stannade ändå kvar på kongressen och deltog i debatterna.

### 1984-2004
Under senare delen av 1970-talet ebbade falangstriderna ut, och förbundet lämnade till stor del vänsterradikala dragen. En definitiv uppgörelse med de "gahrtonistiska" kvarlevorna kom genom antagandet av ett nytt ekonomiskt program 1985, författat av dåvarande förbundsstyrelseledamöterna Jan Björklund och Madeleine Sjöstedt, som tydligt tog ställning för marknadsekonomi.
Vid kongressen 1991 beslöts att FPU skulle byta namn till LUF. Detta beslut hängde ihop med att folkpartiet lagt till "liberalerna" i partinamnet. Det tidiga 1990-talet dominerades av Europafrågor. LUF engagerade sig starkt för svenskt EU-medlemskap, och senare i utvecklingen mot fred på Balkan. LUF var även pådrivande i valet av Maria Leissner till partiledare i folkpartiet efter Bengt Westerberg. Vid kongressen 1999 vann utmanaren Birgitta Ohlsson ordförandestriden mot valberedningens förslag Karin Ekdahl. Under Ohlssons tid drev LUF frågor som feminism, internationell solidaritet och avskaffande av monarkin. Birgitta Ohlsson efterträddes 2002 av Fredrik Malm. Internationell demokrati och skolfrågor var framträdande under Malms ordförandetid.

### 2004-2024
2006 efterträddes Malm av Frida Johansson Metso. Kärnfrågor under Johansson Metsos ordförande tid var migrations- och asylpolitik, sjuk- och psykvård och internationell demokrati (bland annat drev förbundet en uppmärksammad kampanj som uppmanade idrottsmän att bojkotta OS i Peking sommaren 2008, för att uppmärksamma Kinas brott mot mänskliga rättigheter).
I augusti 2009 efterträddes Johansson Metso som ordförande av Adam Cwejman. Under hans ordförande kom integritet, integration och fri rörlighet vara det som var ungdomsförbundens agenda. Han var även drivande i en diskussion om eventuell sammanslagning av Centerpartiet och Folkpartiet. Cwejman avgick i augusti 2012, där då han efterträddes av Linda Nordlund efter att hon vunnit en omröstning mot Benny Lindholm.
Under Nordlunds ordförandeskap profilerades LUF i feminism och försvarspolitik. Hon efterträddes i augusti 2015 av Henrik Edin, efter att han med två röster vunnit mot valberedningens förslag, Anton Wemander Grahm. Ett år senare valdes Joar Forssell, föreslagen av valberedningen, till förbundsordförande efter att ha vunnit mot Edin med röstsiffrorna 60 – 38.
FPU:s och LUF:s historia finns beskriven i böckerna Alla tiders FPU (1984), Alla tiders LUF (2004) och Alla tiders LUF (2024).

## Politik
LUF har under de senaste decennierna bland annat varit pådrivande i frågor som gällt:
1. internationell demokrati och mänskliga rättigheter
2. fri rörlighet, migrationspolitik
3. integration
4. bistånd
5. minoritetsskydd
6. skolpolitik
7. jämställdhet, liberal feminism
8. narkotikapolitik
9. klimatpolitik
10. EU

Folkpartiets Ungdomsförbund hade ofta en tydligare socialliberal profil än Liberalerna, men LUF har, främst under 2000-talet, intagit en mindre radikal intoning mot moderpartiet. Ungdomsförbundet blev det första i Sverige att förespråka legalisering av cannabis.

## Spionaffären i den svenska valrörelsen 2006
Huvudartikel Spionaffären i den svenska valrörelsen 2006
Den 4 september 2006 polisanmälde socialdemokraterna ett dataintrång i socialdemokraternas interna nätverk, som ska ha bedrivits under längre tid. Affären fick två partitjänstemän i Folkpartiet och en pressekreterare inom LUF att sparkas. 10-11 april 2007 hölls rättegången mot Niklas Sörman, Per Jodenius, Niklas Svensson, Johan Jakobsson, Niki Westerberg och Nicklas Lagerlöf.

## Organisation
LUF:s organisation består av 21 distrikt, där huvuddelen av verksamheten pågår. Distriktet är ofta den plattform där enskilda medlemmar engagerar sig, men vissa distrikt (ofta de större) innehåller också klubbar. Kongressen är det högsta beslutande organet och arrangeras varje år. Kongressen består av 99 ombud, fördelade utifrån distriktens storlek. På kongressen väljs bland annat förbundsstyrelsen, som ansvarar för verksamheten mellan kongresserna.
Förbundsstyrelsen består av ledamöter, två viceordförande, ordförande och ett verkställande utskott. Det verkställande utskottet tar beslut i de flesta organisatoriska frågor och har arbetsgivaransvar för förbundsexpeditionens anställda.
Förbundets politik regleras av handlingsprogrammet som revideras varje år förutom riksdagsvalår. Samtliga medlemmar i LUF har rätt att motionera för ändringar, strykningar eller tillägg i handlingsprogrammet. Förbundsstyrelsen har inte rätt att driva politiska frågor som går emot handlingsprogrammet. Däremot har förbundsstyrelsen rätt att ta ställning till och driva frågor som inte behandlas där.

### Distrikt
| Distrikt                | Ordförande            |
| ----------------------- | --------------------- |
| LUF Blekinge            | Alfons Carlsson       |
| LUF Gävleborg           | Henning Rinne         |
| LUF Jämtland/Härjedalen | David Löfgren         |
| LUF Jönköping           | Lisa Köllerström      |
| LUF Kalmarsund          | Keenyah Graveran      |
| LUF Kronoberg           | Erik Timm             |
| LUF Norrbotten          | Maja Nilsson          |
| LUF Skåne               | Elias Nordh           |
| LUF Storstockholm       | Emil Rapp             |
| LUF Södermanland        | Lias Hallgren Remnert |
| LUF Uppsala             | Wille Holmberg        |
| LUF Värmland            | Isak Kullberg         |
| LUF Väst                | Johannes Bexell       |
| LUF Västerbotten        | Pranav Nair           |
| LUF Västernorrland      | Vaice Moshref         |
| LUF Västmanland         | Holger Lundberg       |
| LUF Örebro              | Tim Rilde             |
| LUF Östergötland        | David Svensson        |

Vissa distrikt har också så kallade klubbar, som på egen hand kan organisera aktiviteter, kampanjer och liknande. LUF Väst är det största distriktet 2024.

### Liberala studenter
Liberala studenter (LS) är ett nätverk inom Liberala ungdomsförbundet. Det har sitt ursprung i det tidigare Liberala studentförbundet, som var en egen organisation fram till mitten av 1990-talet. LS består av ett antal lokalklubbar – bland annat i Göteborg, Linköping, Skåne, Umeå, Stockholm och Uppsala – och ett presidium på riksplan. Ordförande sedan 2025 är Emil Carlsson.

## Rubrik
2000 belönades Liberala ungdomsförbundet tillsammans med Sveriges socialdemokratiska ungdomsförbund, Grön ungdom, Ung vänster, Moderata ungdomsförbundet och Centerpartiets ungdomsförbund med Regnbågspriset.

## Förbundsordförande och sekreterare
Ordförande genom tiderna
- Bertil Ohlin, 1934–1939
- Lennart Hartmann, 1939–1945
- Gunhild Palmqvist, 1945–1948
- Nils Schön, 1948–1950
- Sven Wedén, 1950–1952
- Gunnar Helén, 1952–1954
- Bengt Johnson, 1954–1957
- Sven Åsbrink, 1957–1959
- Göran C.-O. Claesson, 1959–1960
- Per Ahlmark, 1960–1962
- Ola Ullsten, 1962–1964
- Gustaf Lindencrona, 1964–1966
- Thomas Hammarberg, 1966–1969
- Per Gahrton, 1969–1971
- Lars Leijonborg, 1971–1973
- Johan Schück, 1973–1974
- Billy Olsson, 1974–1975
- Bonnie Bernström, 1975–1977
- Christer Nilsson (numera Christer Hallerby), 1977–1979
- Peter Örn, 1979–1983
- Maria Leissner, 1983–1985
- Torbjörn Pettersson, 1985–1987
- Lars Granath, 1987–1989
- Lotta Edholm, 1989–1991
- Fredrik Malmberg, 1991–1995
- Karin Karlsbro, 1995–1997
- Erik Ullenhag, 1997–1999
- Birgitta Ohlsson, 1999–2002
- Fredrik Malm, 2002–2006
- Frida Johansson Metso, 2006–2009
- Adam Cwejman, 2009–2012
- Linda Nordlund, 2012–2015
- Henrik Edin, 2015–2016
- Joar Forssell, 2016–2019
- Romina Pourmokhtari, 2019–2022
- Erik Berg, 2022–2024
- Anton Holmlund, 2024–

Förbundssekreterare genom tiderna
- Siewert Jacobsson, 1953–1954
- David Wirmark, 1954–1956
- Åke Johansson, 1956–1957
- Stig Gustin, 1957–1957
- Sune Persson, 1957–1959
- Olle Palmborg, 1959–1960
- Erland Törngren, 1960–1961
- Ernst Klein, 1961–1961
- Gabriel Romanus, 1961–1963
- Margareta Holmstedt, 1963–1963
- Carl Tham, 1963–1964
- Håkan Mankefors, 1964–1966
- Olle Wästberg, 1966–1969
- Bo Edvardson, 1969–1971
- Bo Winander, 1971–1973
- Lennart Rohdin, 1973–1974
- Håkan Holmberg, 1974–1975
- Tomas Berglund, 1975–1976
- Staffan Herrström, 1976–1978
- Bertil Östberg, 1978–1981
- Maria Leissner, 1981–1983
- Birgitta Rydell, 1983–1984
- Torbjörn Pettersson, 1984–1985
- Erik Wassén, 1985–1987
- Bernt Kjellander, 1987–1989
- Petter Liljeblad, 1989–1991
- Joachim Quiding, 1991–1993
- Louise Nilson, 1993–1995
- Åsa Malmström, 1995–1996 (förtroendepost inom styrelsen)
- Mattias Rådström, 1996–1997
- Åsa Malmström, 1997–1999
- Leif Lanke, 1999–2000
- Magnus Simonsson, 2000–2002
- Robin Govik, 2002–2004
- Nina Larsson, 2004–2006
- Jimmy Drushammar, 2006–2007
- Anna Broman, 2007–2010
- Christoffer Fagerberg, 2010–2012
- Ebba Tornérhielm, 2012–2015
- Thea Andersson, 2015–2017
- Elias Collin, 2017–2019
- Christian Brundu, 2019–2021
- Hannes Sjöberg, 2021–2022
- Karin Pettersson, 2022–2024
- Martin Norrby, 2024–

## Verksamhet

### Liberal Ungdom
Liberal Ungdom är Liberala ungdomsförbundets förbundstidning. Liberal Ungdom ges ut fyra gånger per år och har en upplaga på cirka 2500 exemplar.
Tidningen grundades 1911 under namnet Frisinnad ungdom och var då organ för Liberala ungdomsförbundets föregångare Sveriges frisinnade ungdomsförbund. Efter den liberala partisplittringen 1923 följde en period då ungdomsförbundet fortfarande var förenat, men även de frisinnade och liberala ungdomsgrupperna gled isär, och år 1926 grundades den nya tidskriften Ungdom och frisinne, som fungerade som förbundsorgan. När Sveriges liberala ungdomsförbund bildades som eget förbund 1928 behöll man Frisinnad ungdom som sitt eget organ (år 1933 byttes namnet till Liberal tidskrift).
När den liberala ungdomsrörelsen återförenades 1934 under namnet Folkpartiets ungdomsförbund slogs de båda förbundstidningarna ihop under det nygamla namnet Frisinnad ungdom, ett namn som behölls till 1960. År 1961 bytte tidningen namn till Liberal Ungdom och år 2003 lades namnet Liebling till.
År 2009 återgick man till namnet Liberal Ungdom, för att visa på tidningens nya profil med fokus på intern idédebatt.